# Concejo Deliberante de Concepción (Tucumán)
El Honorable Concejo Deliberante de Concepción es el órgano legislativo municipal de Concepción, Tucumán, Argentina. El concejo fue creado el 9 de abril de 1901 tras la municipalización de la ciudad en 1900. Su primer presidente fue Escipión López.

## Estructura
El Concejo Deliberante se compone de 12 miembros electos por el sistema de representación directa y proporcional, al ser Concepción un municipio de 1ª categoría. Estos duran cuatro años en su cargo, pudiendo reelegirse solo una vez consecutiva. El concejo es uno de los poderes del gobierno municipal, se encarga de revisar y controlar los actos del poder ejecutivo municipal que encabeza del Intendente. Es un órgano legislativo que crea las normas de la ciudad. Estas normas reciben el nombre de ordenanzas y el Ejecutivo municipal es el encargado de hacerlas cumplir. 

### Requisitos para ser Concejal[2]
Para ser concejal, según la Ley Orgánica de Municipalidades, se requiere de:
- Tener veintidós (22) años de edad.
- Ser argentino nativo, naturalizado con una antigüedad de cinco (5) años de obtenida la nacionalidad argentina o extranjero que deberá ser propietario en el municipio y tener en el mismo cinco (5) años de residencia inmediata a su designación.
- Estar inscripto en los padrones electorales nacionales correspondientes al respectivo municipio.

### Impedimentos para ser Concejal[2]
Según la ley, no pueden ser miembros del Concejo Deliberante:
- Quienes no pueden ser electores de acuerdo a las disposiciones de la Ley Orgánica de Municipalidades.
- El Gobernador de la Provincia y sus Ministros.
- Los Diputados y Senadores Nacionales y los Legisladores Provinciales.
- Los miembros de la Administración de la Justicia Federal o Provincial.
- Los que estuvieren directa o indirectamente interesados en cualquier contrato oneroso con la municipalidad, como obligados principales. Esta inhabilidad no comprende a los tenedores o dueños de acciones de sociedades anónimas que tengan contratos con las municipalidades, a no ser que tengan participación en la administración o sean miembros de los directorios de dichas sociedades.

## Composición actual

### 2023-2027[3][4][5]
| Concejal                   | Partido                              | Bloque | Bloque                      |
| -------------------------- | ------------------------------------ | ------ | --------------------------- |
| Federico Rodrigo Fúnez     | Frente Renovador                     |        | Frente de Todos por Tucumán |
| Julio Francisco Herrera    | Movimiento de Unidad y Cambio        |        | Juntos por el Cambio        |
| Julio Agustín Isa          | Alianza Compromiso Pro Tucumán       |        | Juntos por el Cambio        |
| Nelson Gabriel Portugal    | Frente de Todos por Tucumán          |        | Frente de Todos por Tucumán |
| José Gabriel Jiménez       | Acción Regional                      |        | Frente de Todos por Tucumán |
| Franco Morelli             | Tucumán para la Victoria             |        | Frente de Todos por Tucumán |
| Marcelo Kresseler          | Nueva Generación                     |        | Frente de Todos por Tucumán |
| Carlos Daniel Mazzuco      | Frente del Pueblo Unido              |        | Juntos por el Cambio        |
| Mercedes Benedicta Benitez | Partido de la Justicia y la Victoria |        | Frente de Todos por Tucumán |
| Orlando Alberto Russo      | Juntos Podemos                       |        | Frente de Todos por Tucumán |
| Pedro Nicolás Albornoz     | Frente Renovador                     |        | Frente de Todos por Tucumán |
| María Inés Tarulli         | Valores para Tucumán                 |        | Juntos por el Cambio        |